# 압살롬 기념비

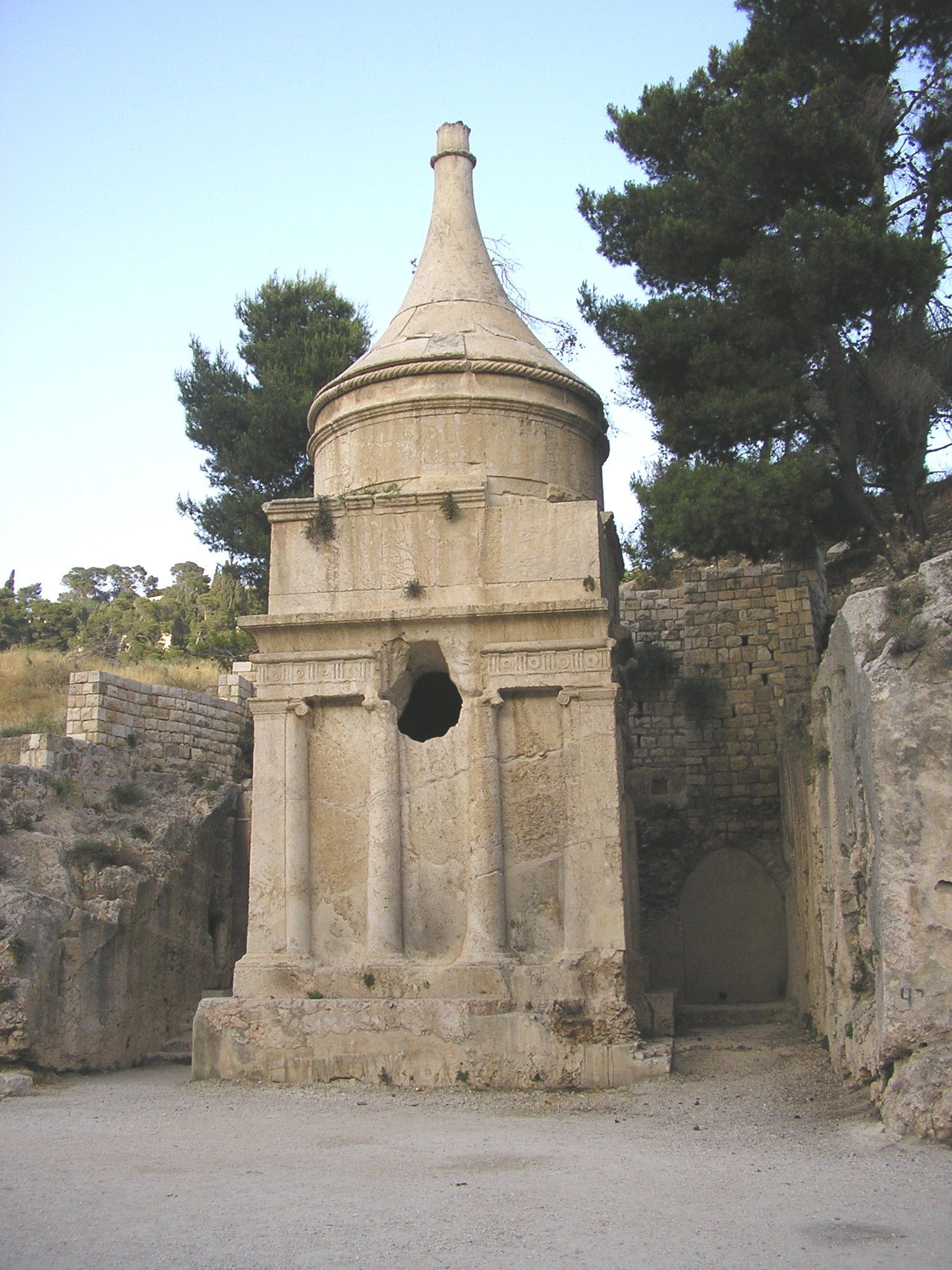
압살롬 기념비

압살롬 기념비(Yad Abshalom)는 예루살렘 북쪽 기드론 골짜기에 위치한 압살롬의 기념비이다. 제1신전과 제2신전 시대의 무덤들 가운데 성밖 남동쪽에 위치하고 있다. 계단을 포함한 모든 것이 바위를 조각하여 만든 것으로 그 예술성을 높게 평가받고 있다. 전체 높이는 18.5m이다.